# Soraia Santos
Soraia Neudil dos Santos est une joueuse brésilienne de volley-ball née le 13 janvier 1984 à São Paulo (São Paulo). Elle mesure 1,91 m et joue au poste d'attaquante.

## Clubs
| Club                         | De        | À         |
| ---------------------------- | --------- | --------- |
| EC Pinheiros                 | 2003-2004 | 2003-2004 |
| Automóvel Clube de Campos    | 2004-2005 | 2004-2005 |
| Clube de Regatas do Flamengo | 2005-2006 | 2005-2006 |
| Rio de Janeiro Volêi Clube   | 2006-2007 | 2006-2007 |
| Macaé Sports                 | 2007-2007 | 2007-2007 |
| Vôlei Futuro                 | 2007-2008 | 2007-2008 |
| Praia Clube                  | 2008-2008 | 2008-2008 |
| Brunelli Volley              | 2008-2009 | 2008-2009 |
| Volley Club 1999 Busnago     | 2009-2010 | 2009-2010 |
| Volleyball Santa Croce       | 2010-2011 | 2010-2011 |
| Volley Club 1999 Busnago     | 2011-2012 | 2011-2012 |
| Budowlani Łódź               | oct 2012  | déc 2012  |
| Gazi Üniversitesi            | jan 2013  | avr 2013  |
| Crovegli Volley              | jan 2014  | mai 2014  |
| Volalto Caserta              | 2014-2015 | 2014-2015 |
| Ordu Telekom SK              | fév 2016  | mai 2016  |

## Palmarès
- Championnat du Brésil
  - Vainqueur : 2007.